# Świadczenia rodzinne
Świadczenie rodzinne – zasiłek rodzinny oraz dodatki do zasiłku rodzinnego, świadczenia opiekuńcze (zasiłek pielęgnacyjny i świadczenie pielęgnacyjne), zapomoga wypłacana przez gminy oraz jednorazowa zapomoga z tytułu urodzenia się dziecka (tzw. becikowe), do których prawo nabywa się w sposób określony w ustawie z dnia 28 listopada 2003 r. o świadczeniach rodzinnych.
Poszczególne świadczenia rodzinne mają różny charakter: w większości wypłacane są na określony czas (okres zasiłkowy), ale również jednorazowo (dodatek z tytułu urodzenia dziecka, jednorazowa zapomoga z tytułu urodzenia się dziecka) lub raz w ciągu pewnego okresu (dodatek z tytułu rozpoczęcia roku szkolnego). Część ze świadczeń rodzinnych występuje samoistnie (zasiłek rodzinny, jednorazowa zapomoga z tytułu urodzenia się dziecka, zasiłek pielęgnacyjny i świadczenie pielęgnacyjne), natomiast otrzymanie dodatków do zasiłku rodzinnego uzależnione jest od posiadania prawa do zasiłku rodzinnego.
Świadczenia rodzinne przysługują obywatelom polskim oraz cudzoziemcom, jeżeli zamieszkują na terytorium Rzeczypospolitej Polskiej przez okres zasiłkowy, w którym otrzymują świadczenia rodzinne. Przyznawanie świadczeń rodzinnych uzależnione jest od spełnienia kryterium dochodowego, z wyjątkiem jednorazowej zapomogi z tytułu urodzenia się dziecka oraz zasiłku pielęgnacyjnego, które przysługują niezależnie od wysokości dochodów uzyskiwanych przez rodzinę.
Świadczenia rodzinne podlegają przepisom o koordynacji systemów zabezpieczenia społecznego (koordynacja systemów zabezpieczenia społecznego).
Od 1 września 2006 r. postępowanie w sprawie przyznania i wypłaty świadczeń rodzinnych prowadzi wójt, burmistrz lub prezydent miasta, właściwy ze względu na miejsce zamieszkania osoby ubiegającej się o świadczenie rodzinne lub otrzymującej takie świadczenie. Może on upoważnić na piśmie swojego zastępcę lub innego pracownika urzędu gminy do prowadzenia postępowania w tych sprawach. Ustalenie prawa do świadczeń rodzinnych następuje w formie decyzji, którą władny jest wydać wójt, burmistrz lub prezydent miasta, a także osoba, którą on upoważni do prowadzenia spraw z zakresu świadczeń rodzinnych oraz do wydawania takich decyzji.

## Rodzaje świadczeń rodzinnych
- Zasiłek rodzinny – ma na celu częściowe pokrycie wydatków związanych utrzymaniem dziecka.
- Dodatki do zasiłku rodzinnego z tytułu:
  - urodzenia dziecka,
  - opieki nad dzieckiem w okresie korzystania z urlopu wychowawczego,
  - samotnego wychowywania dziecka,
  - wychowywania dziecka w rodzinie wielodzietnej,
  - rehabilitacji i kształcenie dziecka niepełnosprawnego,
  - rozpoczęcia roku szkolnego,
  - podjęcia przez dziecko nauki w szkole poza miejscem zamieszkania.
- Jednorazowa zapomoga z tytułu urodzenia się dziecka.
- Świadczenie rodzicielskie.
- Zapomoga wypłacana przez gminy z tytułu urodzenia się dziecka.
- Świadczenia opiekuńcze:
  - zasiłek pielęgnacyjny,
  - świadczenie pielęgnacyjne.